# Kälsjön, Lappland
Kälsjön är en sjö i Vilhelmina kommun i Lappland och ingår i Ångermanälvens huvudavrinningsområde. Sjön har en area på 0,101 kvadratkilometer och ligger 572,1 meter över havet. Kälsjön ligger i Njakafjäll Natura 2000-område. Sjön avvattnas av vattendraget Oxbäcken. Vid provfiske har elritsa och öring fångats i sjön.

## Delavrinningsområde
Kälsjön ingår i det delavrinningsområde (720857-149333) som SMHI kallar för Utloppet av Kälsjön. Medelhöjden är 602 meter över havet och ytan är 1,12 kvadratkilometer. Det finns inga avrinningsområden uppströms utan avrinningsområdet är högsta punkten. Oxbäcken som avvattnar avrinningsområdet har biflödesordning 3, vilket innebär att vattnet flödar genom totalt 3 vattendrag innan det når havet efter 351 kilometer. Avrinningsområdet består mestadels av skog (91 procent). Avrinningsområdet har 0,1 kvadratkilometer vattenytor vilket ger det en sjöprocent på 9 procent.